# Tegorhynchus pectinarius
Tegorhynchus pectinarius är en hakmaskart som beskrevs av Van Cleave 1940. Tegorhynchus pectinarius ingår i släktet Tegorhynchus och familjen Illiosentidae. Inga underarter finns listade i Catalogue of Life.